# Masterplan (album)
Masterplan è l'album d'esordio della band omonima, pubblicato nel 2003 dall'etichetta discografica AFM Records.

## Il disco
Le undici tracce dell'album esplorano le sonorità del power metal grazie all'apporto derivante dall'esperienza degli ex membri degli Helloween e soprattutto del cantante Jørn Lande, che con la sua voce ruvida, temprata da anni di militanza in svariate hard-rock band, ben interpreta Spirit Never Die e Enlighten Me (primo singolo pubblicato). L'esperienza di Lande con gli Ark contribuisce a far tesoro di un genere di metal pressoché indefinibile, rendendo Masterplan un album imprescindibile, complici le potenti sonorità.
È infine da citare la presenza di Michael Kiske (ex Helloween) nel brano Heroes.

## Tracce

### Edizione standard
Testi e musiche di Masterplan, eccetto quando indicato diversamente.
1. Spirit Never Die – 5:26
2. Enlighten Me – 4:38
3. Kind Hearted Light – 4:25
4. Crystal Night – 5:18
5. Soulburn – 6:16
6. Heroes (feat. Michael Kiske) – 3:34
7. Sail On – 4:40
8. Into the Light – 4:10 (Masterplan, Rainer Laws)
9. Crawling from Hell – 4:14
10. Bleeding Eyes – 5:44
11. When Love Comes Close – 4:09

### Bonus track
1. Through Thick and Thin – 4:03
2. The Kid Rocks On – 3:37

### Multimedia CD
1. Enlighten Me (Video musicale)
2. Intervista
3. Screensaver

## Formazione

### Gruppo
- Jørn Lande – voce
- Roland Grapow – chitarra
- Jan S. Eckert – basso
- Uli Kusch – batteria
- Axel Mackenrott – tastiere

### Ospiti
- Michael Kiske – voce (traccia 6)
- Ferdy Doernberg – tastiere (traccia 8)

### Produzione
- Andy Sneap – produzione, registrazione
- Mika Jussila – mastering presso Finnvox Studios, Helsinki (Finlandia)
- Mikko Karmila – missaggio presso Finnvox Studios, Helsinki (Finlandia)
- Rainer Laws – grafica
- Thomas Ewerhard – copertina
- Dirk Schelpmeier – fotografia